# 阿爾科夫納嶺
65°23′40″S 62°26′30″W / 65.39444°S 62.44167°W
阿爾科夫納嶺（英語：Arkovna Ridge）是南極洲的山嶺，位於葛拉漢地，屬於亞里斯多德山脈的一部分，長45公里、寬5.7公里，最高點海拔高度1,300米，以保加利亞東北部的鄉鎮命名。

## 外部連結

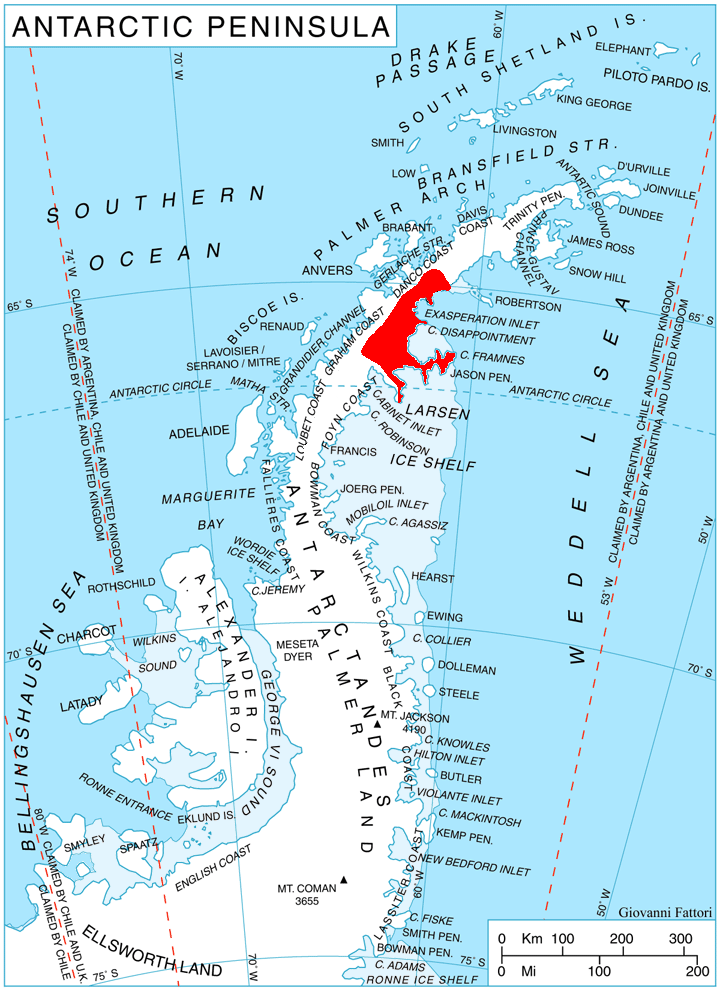

- Arkovna Ridge. （页面存档备份，存于） SCAR Composite Antarctic Gazetteer.